# STSAT-2C
STSAT-2C, або Science and Technology Satellite 2C — південнокорейський супутник, запущений 2013 року, призначений для демонстрації технологій майбутніх космічних апаратів. Керує супутником Корейський інститут аерокосмічних досліджень. Маса 100 кг, запланований час роботи — менше року.
Запущено 30 січня 2013 року з Космічного центру Наро за допомогою ракети-носія KSLV-1, нині званої «Наро-1». Перший ступінь цієї ракети, розроблений і виготовлений російськими підприємствами, є універсальним ракетним модулем майбутньої російської ракети-носія «Ангара», другий ступінь — корейського виробництва. Це перший успішний запуск «Наро-1», два попередні — 2009 року зі супутником STSAT-2A та 2010 року зі STSAT-2B закінчилися невдачею.